# Sarona akoko
Sarona akoko är en insektsart som beskrevs av Asquith 1994. Sarona akoko ingår i släktet Sarona och familjen ängsskinnbaggar. Inga underarter finns listade i Catalogue of Life.